# Liste de prénoms d'origine latine
Cet article présente la liste des prénoms ayant une origine latine.

## Liste

### C
- Carina (f) : chère
- Carine (f) : cher, précieux, vient de "carus"
- Cécile (f) : aveugle
- Cécilia (f) : aveugle, fortuné, secret
- Célestin (m) : qui concerne le Ciel
- Céline (f) : lune
- Célio (m)
- César (m) nom d'une illustre famille romaine
- Clara (f) : glorieux, brillant
- Claude (m) : qui est boiteux
- Claudine (f) : boiteux
- Claudius (m) : boiteux
- Clémence (f) : bon, indulgent, doux
- Clément (m)
- Constance (f) : qui est constante dans ses principes

### D
Dominique (x) : qui est consacré(e) à Dieu (littéralement "qui appartient au seigneur / maître")

### E
- Éloi (m) : élu
- Émile, Émilie, Émilien, Émilienne: de la famille romaine des Æmilii, émule, rival
- Eugénie: f

### F
- Fabien (m) : artisan
- Fabiola (f) : artisan
- Faustine (f)
- Félix (m) : qui est heureux
- Fiore, Flore (f) : d'une fleur
- Flavie (f) : jaune, blonde
- Florence: f
- Florent (m) : en fleur

### G
- Gatien (m)
- Grégoire (m) : celui qui veille

### I
- Ignace (m)
- Ignat (m)

### J
- Julien (m), Jules (m), Julie (f), Justine (f) : de la fameuse famille romaine des Julii, juste

### L
- Lætitia (f) : joie
- Laura (f)
- Laure (f) : laurier
- Laurent (m) : laurier
- Laury (f)
- Léo (m) : lion
- Léon (m) : lion
- Lilian (m) : lys
- Lisa (f)
- Livia (f)
- Luc (m) : lumière
- Lucas : lumière, clarté, pur
- Luce (f) : lumière
- Lucie (f) : lumière
- Lucien (m) : lumière

### M
- Marc, Marcel (m) : guerrier ; "Mars"
- Marine (f) : de la mer
- Marius (m) : de la mer
- Maurice (m) : d'origine maure
- Maxime (m) : le plus grand

### N
- Narcisse (x) : narcisse (fleur)
- Nathalie (f) : natal

### O
- Octave (m) : le huitième
- Olivier (m) : olive

### P
- Pacôme (m) : le sage
- Pascal (m) : Paschalis : de la fête de Pâques
- Paul (m) : petit
- Pauline (f) : petite
- Pia (f) : pieuse
- Pierre (m) : la pierre

### Q
- Quentin (m) (en latin: Quintinus) : cinquième (dérivé de Quintus)
- Quinctile (m) (en latin: Quinctilius) : cinquième (dérivé de Quintus)
- Quint (m) (en latin: Quintus) : cinquième
- Quintilien (m) (en latin: Quintilianus) : cinquième (dérivé de Quintus)
- Quintille (m) (en latin: Quintillus) : cinquième (dérivé de Quintus)

### R
- Régis (m) : roi
- Rémi / Rémy (m) : Remigius, habitant de Reims / Remus, frère de Romulus
- Romain (m) : citoyen de Rome
- Roméo (m)

### S
- Sabin (m) : originaire d'un peuple de l'Italie centrale
- Saturnin (m) : vient du nom du dieu Saturne
- Serge (m) : de la famille romaine des Sergii
- Séverine (f) : exigeante
- Silvia (f) : forêt
- Sixte (Sextus en latin) (m) : le sixième
- Sylvain (m) : forêt
- Sylvia (f) : forêt
- Sylvie (f) : forêt

### T
- Tibère (m)
- Titien (m)
- Titus (m)
- Tullius, Tullia (m)

### U
- Ursicin (m)

### V
- Valère (m)
- Valérie (x) : brave
- Victoire (f) : vainqueur
- Victor (m) : vainqueur
- Vincent (m) : vainqueur / victorieux
- Virgile (m)
- Virginie (f) : vierge
- Viviane (f) : vivante
- Vivien (m) : vivant